# Bylazora pilicostata
Bylazora pilicostata là một loài bướm đêm trong họ Geometridae.